# بالکن (فیلم)
بالکن (انگلیسی: The Balcony) یک فیلم است، از روی نمایشنامه‌ای به همین نام از ژان ژنه، که در سال ۱۹۶۳ منتشر شد.

## بازیگران
- شلی وینترز
- پیتر فالک
- لئونارد نیموی
- روبی دی
- لی گرانت
- جف کوری
- کنت اسمیت
- جویس جیمسون